# 당신의 조각들
《당신의 조각들》은 힙합 그룹 에픽하이의 리더 타블로가 쓴 소설을 묶은 소설집으로 2008년 11월 4일에 출판사 ‘달’에서 이 소설을 한국어로 번역하여 출판하였다. 《당신의 조각들》은 발간 4일 만인 11월 8일에는 주간 베스트셀러 종합 1위로 집계되기도 하였다.

## 개요

### 한국어판
안단테
쉿
휴식
쥐
성냥갑
승리의 유리잔
우리들 세상의 벽
증오 범죄
최후의 일격
스트로베리 필즈 포에버

### 영어판
Andante
Counting Pulses
Break
The Rat
Matchbox
A Glass of Victory
The Walls of Our World
Hate Crime
Coup de Grace
Strawberry Fields Forever

## 같이 보기
- 타블로
- 뉴욕 시
- 토비아스 울프(Tobias Wolff)